# شتيفان لاينر
شتيفان لاينر (بالألمانية: Stefan Lainer)‏ (27 أغسطس 1992 في النمسا - ) هو لاعب كرة قدم نمساوي في مركز الظهير الأيمن. شارك مع منتخب النمسا تحت 17 سنة لكرة القدم ومنتخب النمسا تحت 18 سنة لكرة القدم ومنتخب النمسا تحت 19 سنة لكرة القدم ومنتخب النمسا لكرة القدم. أما مع النوادي، فقد لعب مع نادي ريد بل سالزبورغ ونادي غروديغ ونادي ليفيرينج ونادي رييد.

## وصلات خارجية
- شتيفان لاينر على موقع الاتحاد الدولي (مؤرشف)  (الإنجليزية)
- شتيفان لاينر على موقع الاتحاد الأوربي (الإنجليزية)
- شتيفان لاينر على موقع قاعدة بيانات كرة القدم.إي يو (الإنجليزية)
- شتيفان لاينر على موقع بيانات كرة القدم. دي إي (الألمانية)
- شتيفان لاينر على موقع ناشيونال فوتبول تيمز (الإنجليزية)
- شتيفان لاينر على موقع Soccerway.com (الإنجليزية)
- شتيفان لاينر على موقع عالم كرة القدم.نت (الإنجليزية)
- شتيفان لاينر على موقع AS.com (الإسبانية)